# Panggang

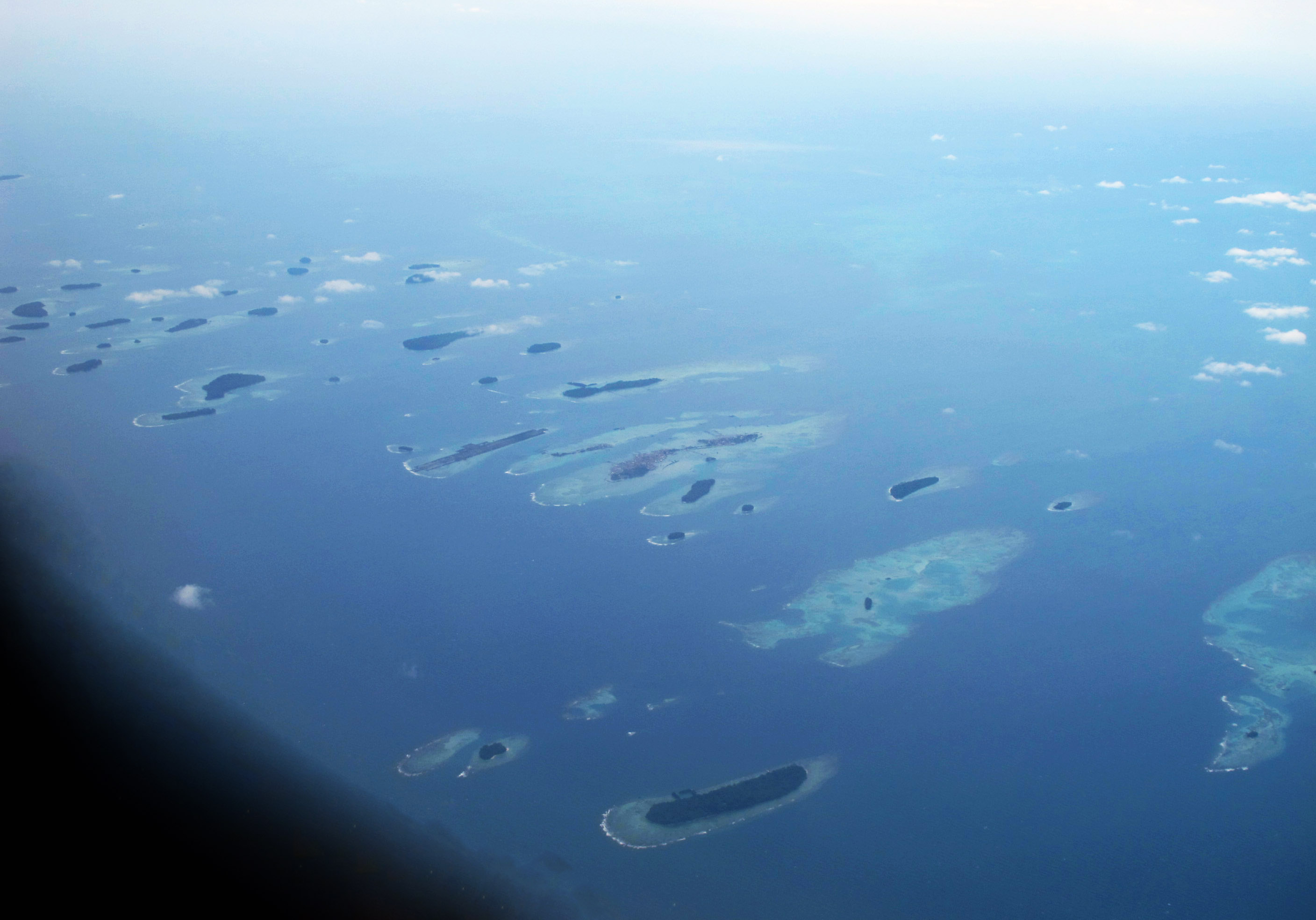
Las islas Seribu, archipiélago del que forma parte Panggang.

Panggang es una isla que forma parte del archipiélago de las islas Seribu, una cadena de 105 islas en la regencia de Yakarta, en el mar de Java, Indonesia.

## Características

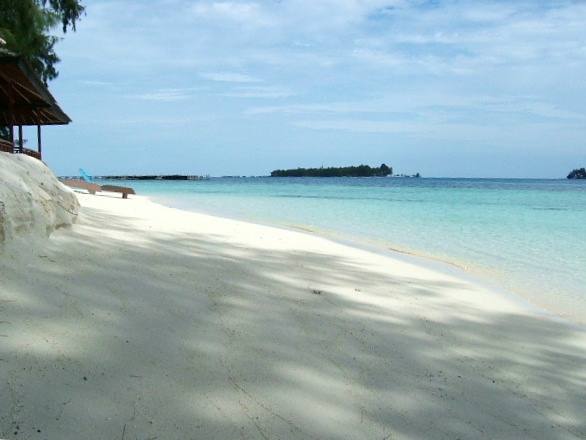
Playa de la isla Sepa que forma parte del archipiélago Seribu, a donde pertenece Panggang.

La isla de Panggang se encuentra en las islas Seribu, un conjunto de islas que se extienden a lo largo de 45 km al norte del mar de Java. Abarca un área de 8,7 km² con una población total de 20 000 habitantes, aproximadamente.
Aunque Pulau Pramuka es la capital de las islas Seribu, Panggang es la isla más poblada del archipiélago y forma parte de un parque marítimo nacional aunque el desarrollo social está permitido aproximadamente en una tercera parte de las islas.
Algunas de las islas de las que forma parte Panggang están deshabitadas, otras son propiedades privadas de lujo y otras como Panggang disponen de desarrollo social con negocios relacionados con el turismo.
El sate conocido como gepuk u odol es la gastronomía típica de los habitantes de Panggang. Esta comida tradicional tiene la textura de la pasta de dientes y se condimenta con pimienta a base de herramientas que muelen los alimentos.
Pulau Panggang fue inaugurado oficialmente como el centro administrativo de Kelurahan en agosto de 1986 y el 27 de julio de 2000 cuando las islas Seribu fueron elevadas de subdistrito -kecamatan- a regencia -Kabupaten-, Pulau Pramuka pasó a ser el centro administrativo de la regencia.